# 128 a.C.

## Eventos
- Tito Ânio Lusco Rufo e Cneu Otávio, cônsules romanos.
- Limenios compõe o segundo hino à Apolo ou segundo hino dos Hinos Délficos.[1]

## Nascimentos
- Liu Ju, um príncipe chinês da dinastia Han[2][3]

## Mortes
- Fraates II de Pártia[4]